# Clelia Conterno Guglielminetti
Clelia Conterno Guglielminetti, née Clelia Guglielminetti le 18 février 1915 et morte le 22 janvier 1984 est une espérantiste italienne. 

## Biographie
Clelia Guglielminetti nait le 18 février 1915 à Turin d’un père avocat et directeur d’une compagnie d’assurances et d’une mère femme au foyer. Elle fait ses études au lycée classique Massimo d'Azeglio à Turin et obtient, en 1938, un doctorat en Belles-lettres grâce à une thèse sur Louise-Marie de Gonzague, épouse de deux rois de Pologne. Elle enseigne dans un lycée, ainsi qu’auprès d’enfants atteints de la poliomyélite. En 1939, elle se marie avec Cesare Conterno, docteur en mathématiques et actuaire, avec qui elle a un fils, Renato, en 1956. Durant la Seconde Guerre mondiale, son époux est enfermé dans un camp de concentration nazi. Elle participe à la revue In Marcia!. Entre 1957 et 1977, elle écrit quatre livres en italien : deux recueils de poèmes et deux romans. Elle prend sa retraite en 1980 et décède à Turin le 22 janvier 1984.

### Espéranto
Clelia Conterno Guglielminetti apprend l’espéranto et participe à son premier congrès universel en 1934. L’année suivante, elle contribue aux revues La Pirato et L’esperanto. Après la Seconde Guerre mondiale, elle devient directrice de L’esperanto et vice-présidente de Fédération italienne d'espéranto. Elle est également rédactrice de Literatura Foiro et de Rivista Italiana di Esperanto. Elle écrit de la poésie et de la prose.

## Œuvres

### En italien
- (it) Una piccola vita, 1957
- (it) La tempesta, 1959
- (it) In tanti a dire di no, 1968
- (it) Bambino mio tanto atteso, 1977

### En espéranto
- (eo) Eta vivo, 1969
- (eo) Ho, tomboj de l’ prapatroj, 2015